# Seabear
Seabear è un gruppo musicale di genere indie-folk islandese proveniente dalla città di Reykjavík e attivo dal 2000. Sebbene nativi dell'Islanda, cantano principalmente in inglese. Il gruppo è legato all'etichetta Morr Music.

## Storia
I Seabear cominciarono come un progetto solista di Sindri Már Sigfússon. Suonando per un certo tempo come trio, i Seabear talvolta sono arrivati a contare sei membri.
Nel 2007 i Seabear hanno pubblicato il loro album di debutto The Ghost That Carried Us Away, per la Morr Music. La canzone Cat Piano fu trasmessa dalla BBC nel lancio del film Neverland - Un sogno per la vita, così come nel secondo episodio della stagione 2 del telefilm Gossip Girl. Nel 2010 We Built A Fire fu utilizzata nell'episodio diciassette della 6ª stagione di Gray's Anatomy. La canzone più conosciuta dei Seabear è I Sing I Swim.
La musica dei Seabear è stata descritta come quella di "Sufjan Stevens che incontra gli Arcade Fire unplugged" dal Clash Magazine. Sindri Már Sigfússon è stato definito il "Beck Islandese" dalla rivista Rolling Stone
Nel 2008, Sindri Sigfússon ha pubblicato il suo album solista Clangour sotto lo pseudonimo di Sin Fang Bous.
Il loro secondo album, We Built A Fire fu pubblicato il 5 marzo 2010. La canzone Cold Summer fu usata nella scena finale dell'episodio 617 di Grey's Anatomy.
Il primo tour statunitense dei Seabear partì il 17 marzo 2010 da Austin, al South by Southwest.

## Altre attività
Tutti i membri del gruppo sono impegnati con progetti solisti musicali e non. Nel 2008 Ingibjörg ha intrapreso la carriera di artista visivo, mentre Sindri, come detto, ha pubblicato un album solista. Nel 2011 ha lanciato il suo secondo disco (col nome Sin Fang).
Sóley è attiva come cantante solista sempre per la Morr Music. Kjartan fa parte di una band chiamata Kimono che pubblica per la Smekkleysa, etichetta fondata dai The Sugarcubes. Örn Ingi suona negli Skakkamanage. Guðbjörg ha accompagnato dal vivo gli Sigur Rós nel periodo 2012-2013.

## Discografia
- 2002 - I'm Me on Sundays (autoprodotto)
- 2004 - Singing Arc - EP (autoprodotto)[6]
- 2007 - The Ghost That Carried Us Away (Morr Music)
- 2009 - Lion Face Boy / Cold Summer - 7" (A Number Of Small Things)[7]
- 2010 - We Built a Fire (Morr Music)
- 2010 - While the Fire Dies - EP (Morr Music)